# Albani
För andra betydelser, se Albani (olika betydelser).
Albani var en adlig familj utdöd år 1852, ursprungligen från Albanien, som invandrade till Urbino, nuvarande Italien, på 1400-talet med kaptenen i Skanderbegs armé Filippo de Lazj, kallad "albanen" varför släkten kom att heta Albani.
Filippo de Lazjs söner blev patricier av Urbino, och släkten förblev i Urbinos ledande skikt. Från släktens romerska gren kommer påven Clemens XI och hans brorsöner upphöjdes till prinsar av Urbino. Hans brorson Alessandro Albani var kardinal.

## Personer
- Alessandro Albani (1692- 1779)
- Annibale Albani (1682-1751)
- Emma Albani (1847-1930)
- Elsa Albani (1921-2004)
- Francesco Albani (1578-1660)
- Gian Girolamo Albani (1504-1591)
- Gian Francesco Albani (1720-1803)
- Giorgio Albani (1929)
- Giovanni Francesco Albani (1649-1721)
- Giuseppe Albani (1750-1834)
- Marcella Albani (1899-1959)
- Marcello Albani (1905-1980)
- Mattia Albani
- Rafael Albani (1988)
- Romano Albani (1945)